# ロバート・カーライル
ロバート・カーライル（Robert Carlyle OBE, 1961年4月14日 - ）は、スコットランドの俳優。

## 経歴
スコットランドのグラスゴー出身。4歳の時に両親が離婚し、父親に育てられる。21歳の時にアーサー・ミラーの戯曲『るつぼ』を読んで俳優を志すようになり、グラスゴー・アート・センターの演劇コースに通う。

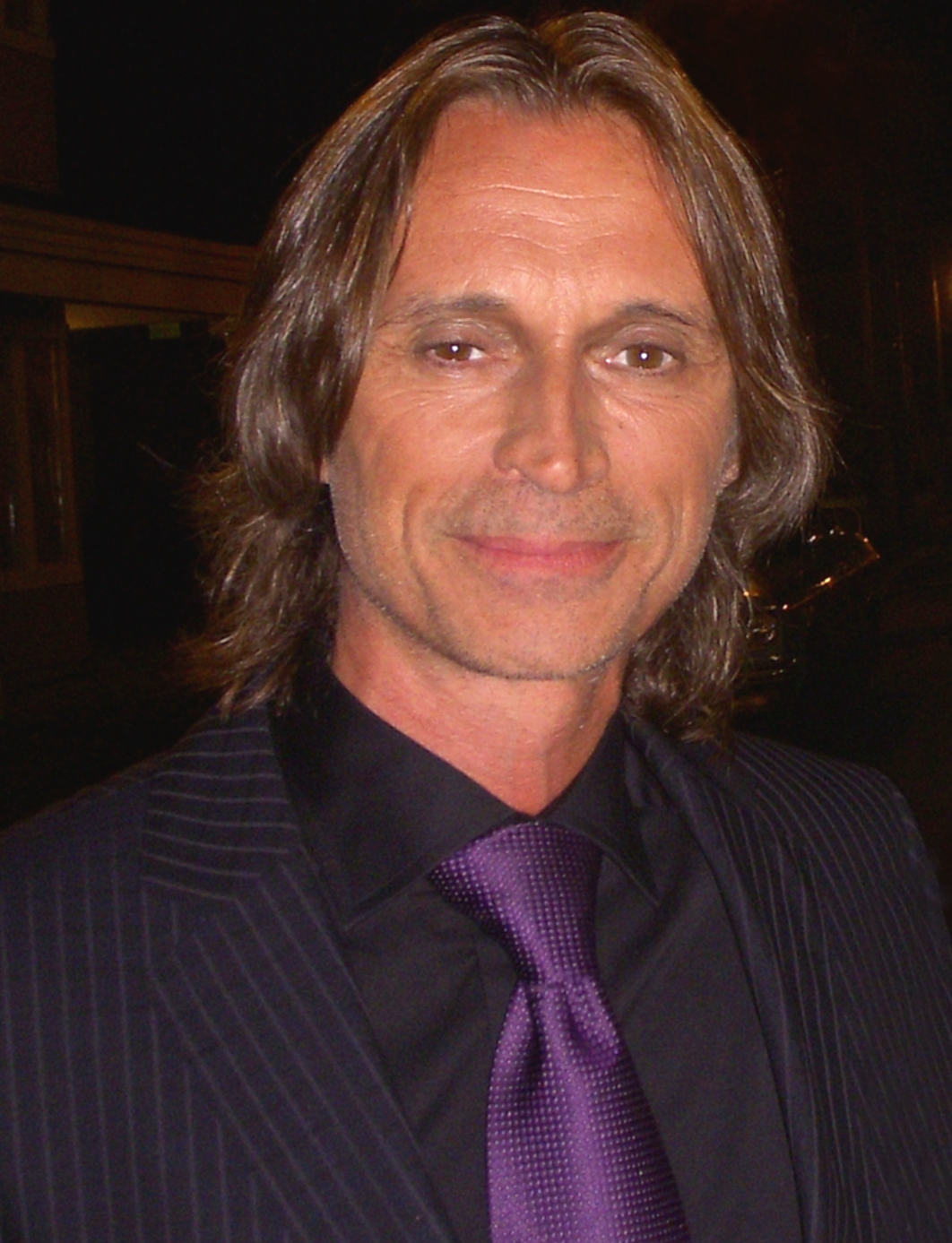
2011年

1991年に4人の仲間と共にレインドッグ・シアター・カンパニーを立ち上げ、『カッコーの巣の上で』や『オセロ』などを上演、舞台監督としても活躍していた。
1994年の映画『司祭』 では、ゲイである神父の恋人という難しい役を演じた。
1995年からBBCで放映された『マクベス巡査』で主役を演じてイギリス国内で知られるようになる。そして、1996年の『トレインスポッティング』や1997年の『フェイス』、『フル・モンティ』等が世界中でヒットしたことにより、国際的に注目されるようになる。
1999年の新年の叙勲では、「ドラマに対する貢献」によりエリザベス2世女王より大英帝国勲章を授与されている。同年、アントニア・バード等と共同でプロダクション「4Way Pictures」を設立した。この時期、ハリウッド出資のメジャー作品に出演することも多かったが、ここ数年はまた英国でのインディペンデント色の強い作品への出演に回帰していた。
2009年10月からアメリカ合衆国のSFテレビドラマ『スターゲイト ユニバース』に主演、2011年以降はファンタジー・テレビドラマ『ワンス・アポン・ア・タイム』にレギュラー出演している。

## 人物
私生活では、1997年にメイクアップ・アーティストのアナスタシア・シャーリーと結婚している。2002年に長女、2004年に長男、2006年に次男がそれぞれ誕生しており現在は3児の父親である。
グラスゴー・レンジャーズ・フットボール・クラブのサポーターでもある。
ルーマニアを拠点に生活している。

## 日本語吹き替え
フル・モンティ以降、家中宏が最も多く担当している。
そのほかにも、てらそままさき、小杉十郎太、諸角憲一、古川登志夫、などが声を当てている。

## 主な出演作品

### 映画
| 公開年 | 邦題 原題                                                                 | 役名                       | 備考                                                                                      | 吹き替え                                        |
| ------ | ------------------------------------------------------------------------- | -------------------------- | ----------------------------------------------------------------------------------------- | ----------------------------------------------- |
| 1990   | Silent Scream                                                             | Big Woodsy                 |                                                                                           | N/A                                             |
| 1991   | リフ・ラフ Riff-Raff                                                      | スティーヴィー             |                                                                                           |                                                 |
| 1994   | Being Human                                                               | Prehistoric Shaman         |                                                                                           | N/A                                             |
| 1994   | 司祭 Priest                                                               | グラハム                   |                                                                                           |                                                 |
| 1995   | GO NOW Go Now                                                             | ニック・キャメロン         |                                                                                           |                                                 |
| 1996   | トレインスポッティング Trainspotting                                      | ベグビー                   |                                                                                           | 檀臣幸                                          |
| 1996   | カルラの歌 Carla's Song                                                   | ジョージ・レノックス       |                                                                                           |                                                 |
| 1997   | フル・モンティ The Full Monty                                             | ガズ                       | 英国アカデミー賞 主演男優賞 受賞                                                          | 家中宏                                          |
| 1997   | フェイス Face                                                             | レイ                       |                                                                                           | 牛山茂                                          |
| 1999   | プランケット&マクレーン Plunkett & Macleane                               | ウィル・プランケット       |                                                                                           | 小杉十郎太                                      |
| 1999   | ラビナス Ravenous                                                         | アイヴス大佐 / コルホーン  |                                                                                           | 家中宏                                          |
| 1999   | 007 ワールド・イズ・ノット・イナフ The World Is Not Enough                | レナード                   |                                                                                           | 諸角憲一（ソフト版） 古川登志夫（テレビ朝日版） |
| 1999   | アンジェラの灰 Angela's Ashes                                             | マラキ（父親）             |                                                                                           | 家中宏                                          |
| 2000   | ザ・ビーチ The Beach                                                      | ダフィ                     |                                                                                           | 岩崎ひろし（ソフト版） 安原義人（日本テレビ版） |
| 2000   | リトル・ストライカー There's Only One Jimmy Grimble                       | エリック・ウィラル         | 日本劇場未公開                                                                            |                                                 |
| 2001   | エンド・オブ・オール・ウォーズ To End All Wars                            | イアン・キャンベル少佐     |                                                                                           | 不明                                            |
| 2001   | ケミカル51 The 51st State                                                 | フィーリクス・デスーザ     |                                                                                           | 平田広明                                        |
| 2002   | 家族のかたち Once Upon a Time in the Midlands                             | ジミー                     |                                                                                           | 村治学                                          |
| 2003   | ヒットラー Hitler                                                         | アドルフ・ヒットラー       | テレビ映画                                                                                | 家中宏                                          |
| 2004   | レジェンド・オブ・サンダー Gunpowder, Treason & Plot                      | ジェームズ1世              | テレビ映画                                                                                | 不明                                            |
| 2005   | ビューティフルメモリー Marilyn Hotchkiss' Ballroom Dancing & Charm School | フランク・キーン           | 日本劇場未公開                                                                            | （吹き替え版なし）                              |
| 2005   | デス・パズル Class of '76                                                 | トム・モンロー             | テレビ映画                                                                                | 不明                                            |
| 2005   | デッド・フィッシュ Dead Fish                                              | ダニー                     | 日本劇場未公開                                                                            | （吹き替え版なし）                              |
| 2006   | エラゴン 遺志を継ぐ者 Eragon                                              | ダーザ                     |                                                                                           | 家中宏                                          |
| 2007   | デイ・アフター 首都水没 Flood                                             | ロブ・モリソン             | 日本劇場未公開                                                                            | てらそままさき                                  |
| 2007   | 28週後... 28 Weeks Later                                                  | ドナルド・“ドン”・ハリス   |                                                                                           | 家中宏                                          |
| 2008   | サマー〜あの夏の記憶〜 Summer                                             | ショーン                   | 別題『最高のふたり』 日本劇場未公開 英国アカデミー・スコットランド賞 主演男優賞ノミネート |                                                 |
| 2008   | 24 リデンプション 24 Redemption                                           | カール・ベントン           | テレビ映画                                                                                | 家中宏                                          |
| 2008   | アナザー・フェイス I Know You Know                                        | チャーリー                 | 日本劇場未公開                                                                            | （吹き替え版なし）                              |
| 2009   | The Unloved                                                               | Lucy's Father              |                                                                                           | N/A                                             |
| 2009   | ザ・トーナメント The Tournament                                           | マカヴォイ神父             |                                                                                           | 不明                                            |
| 2012   | セカンド・カミング California Solo                                        | ラクラン・マクアルドニック | 日本劇場未公開                                                                            | （吹き替え版なし）                              |
| 2015   | バーニー・トムソンの殺人日記 The Legend of Barney Thomson                 | バーニー・トムソン         | 兼監督 別題『バーニー・トムソンの殺人日記 〜命がけのヘアカット!』                         | 西垣俊作                                        |
| 2017   | T2 トレインスポッティング T2 Trainspotting                                | ベグビー                   |                                                                                           | 桐本拓哉                                        |
| 2019   | イエスタデイ Yesterday                                                    | ジョン・レノン             | クレジットなし                                                                            | 小島敏彦                                        |
| 2022   | North of Normal                                                           | Papa Dick                  |                                                                                           | N/A                                             |
| 2023   | The Performance                                                           | Fugler                     |                                                                                           | N/A                                             |

### テレビシリーズ
| 放映年    | 邦題 原題                                      | 役名                                          | 備考                                                    | 吹き替え           |
| --------- | ---------------------------------------------- | --------------------------------------------- | ------------------------------------------------------- | ------------------ |
| 1990      | 刑事タガート Taggart                           | ゴードン                                      | エピソード: Hostile Witnessに出演                       |                    |
| 1994      | 心理探偵フィッツ Cracker                       | アルビー                                      | 計3話出演                                               |                    |
| 1995-1997 | マクベス巡査 Hamish Macbeth                    | マクベス巡査                                  | 計20話出演                                              |                    |
| 1998      | Looking After Jo Jo                            | John Joe "Jo Jo" McCann                       | 計4話出演                                               | N/A                |
| 2005      | ヒューマン・トラフィック Human Trafficking     | セルゲイ・カルポヴィッチ                      | ミニシリーズ、計4話出演                                 |                    |
| 2008      | ラスト・エネミー 監視国家の陰謀 The Last Enemy | ラッセル                                      | 計5話出演 別題『ラスト・エネミー 近未来監視国家の陰謀』 | （吹き替え版なし） |
| 2009-2011 | スターゲイト ユニバース Stargate Universe      | ニコラス・ラッシュ博士                        | 計40話出演                                              |                    |
| 2011-2018 | ワンス・アポン・ア・タイム Once Upon a Time    | ルンペルシュティルツキン / ミスター・ゴールド | 計138話出演                                             | 家中宏             |
| 2019      | 宇宙戦争 The War of the Worlds                 | オグルビー                                    | 計3話出演                                               | 頼孝延             |
| 2020-2023 | Cobra                                          | Robert Sutherland                             | 計18話出演                                              | N/A                |
| 2023      | フル・モンティ The Full Monty                  | ゲイリー・“ガズ”・スコフィールド              | 計8話出演                                               |                    |
| 2025      | トキシック・タウン Toxic Town                  | サム・ヘイゲン                                | 計4話出演                                               |                    |